# Championnat du monde masculin de curling 1973
Navigation
Édition précédente Édition suivante
Le Championnat du monde masculin de curling 1973 (nom officiel : Air Canada Silver Broom) est le 15e championnat du monde masculin de curling.

Il a été organisé au Canada dans la ville de Regina dans le Regina Exhibition Stadium du 19 au 24 mars 1973.

## Équipes
| Canada | Danemark | France | Allemagne                                                                                      | Italie |
| Regina CC, Saskatchewan Skip: Harvey Mazinke Third: Bill Martin Second: George Achtymichuk Lead: Dan Klippenstein | København CC Skip: Viggo Hunaeus Third: Arne Pedersen Second: Ib Asbjørn Lead: Hans-Christian Olrik                      | Mont d'Arbois CC, Megève Skip: Pierre Boan Third: André Mabboux Second: André Tronc Lead: Gérard Pasquier   | EC Bad Tölz Skip: Klaus Kanz Third: Heinz Kellner Second: Manfred Rösgen Lead: Manfred Schulze | Cortina CC, Cortina d'Ampezzo Skip: Renato Ghezze Third: Paolo da Ros Second: Lino Mariani Maier Lead: Andrea Pavani |
| Norvège | Écosse | Suède | Suisse                                                                                         | États-Unis |
| Baerum CC, Oslo Skip: Helmer Strømbo Third: Per Dammen Second: Øyvinn Fløstrand Lead: Geir Søiland                | Hamilton & Thornyhill CC, Hamilton Skip: Alex F. Torrance Third: Alex A. Torrance Second: Tom McGregor Lead: Willie Kerr | Djursholms CK, Stockholm Skip: Kjell Oscarius Third: Bengt Oscarius Second: Tom Schaeffer Lead: Boa Carlman | Zug CC Skip: Werner Oswald Third: Cesare Canepa Second: Rolph Oswald Lead: Hans-Ruedi Werren   | Winchester CC, Massachusetts Skip: Charles Reeves Second: Henry Shean Second: Doug Carlson Lead: Barry Blanchard     |

## Classement
| Pays       | Skip             | V | D |
| ---------- | ---------------- | - | - |
| Canada     | Harvey Mazinke   | 9 | 0 |
| Suède      | Kjell Oscarius   | 7 | 2 |
| France     | Pierre Boan      | 7 | 2 |
| Écosse     | Alex F. Torrance | 6 | 3 |
| Suisse     | Werner Oswald    | 5 | 4 |
| États-Unis | Charles Reeves   | 5 | 4 |
| Norvège    | Helmer Strømbo   | 2 | 7 |
| Allemagne  | Klaus Kanz       | 2 | 7 |
| Italie     | Renato Ghezze    | 1 | 8 |
| Danemark   | Viggo Hunaeus    | 1 | 8 |

*Légende: V = Victoire - D = Défaite

## Résultats

### Match 1
| Équipes          | 1 | 2 | 3 | 4 | 5 | 6 | 7 | 8 | 9 | 10 | 11 | Total |
| ---------------- | - | - | - | - | - | - | - | - | - | -- | -- | ----- |
| Suède (Oscarius) | – | – | – | – | – | – | – | – | – | –  | –  | 12    |
| Allemagne (Kanz) | – | – | – | – | – | – | – | – | – | –  | –  | 6     |

| Équipes           | 1 | 2 | 3 | 4 | 5 | 6 | 7 | 8 | 9 | 10 | 11 | Total |
| ----------------- | - | - | - | - | - | - | - | - | - | -- | -- | ----- |
| Canada (Mazinke)  | – | – | – | – | – | – | – | – | – | –  | –  | 5     |
| Norvège (Strømbo) | – | – | – | – | – | – | – | – | – | –  | –  | 1     |

| Équipes             | 1 | 2 | 3 | 4 | 5 | 6 | 7 | 8 | 9 | 10 | 11 | Total |
| ------------------- | - | - | - | - | - | - | - | - | - | -- | -- | ----- |
| États-Unis (Reeves) | – | – | – | – | – | – | – | – | – | –  | –  | 7     |
| France (Boan)       | – | – | – | – | – | – | – | – | – | –  | –  | 8     |

| Équipes         | 1 | 2 | 3 | 4 | 5 | 6 | 7 | 8 | 9 | 10 | 11 | Total |
| --------------- | - | - | - | - | - | - | - | - | - | -- | -- | ----- |
| Italie (Ghezze) | – | – | – | – | – | – | – | – | – | –  | –  | 6     |
| Suisse (Oswald) | – | – | – | – | – | – | – | – | – | –  | –  | 9     |

| Équipes              | 1 | 2 | 3 | 4 | 5 | 6 | 7 | 8 | 9 | 10 | 11 | Total |
| -------------------- | - | - | - | - | - | - | - | - | - | -- | -- | ----- |
| Écosse (F. Torrance) | – | – | – | – | – | – | – | – | – | –  | –  | 14    |
| Danemark (Hunaeus)   | – | – | – | – | – | – | – | – | – | –  | –  | 4     |

### Match 2
| Équipes            | 1 | 2 | 3 | 4 | 5 | 6 | 7 | 8 | 9 | 10 | 11 | Total |
| ------------------ | - | - | - | - | - | - | - | - | - | -- | -- | ----- |
| Suisse (Oswald)    | – | – | – | – | – | – | – | – | – | –  | –  | 16    |
| Danemark (Hunaeus) | – | – | – | – | – | – | – | – | – | –  | –  | 3     |

| Équipes         | 1 | 2 | 3 | 4 | 5 | 6 | 7 | 8 | 9 | 10 | 11 | Total |
| --------------- | - | - | - | - | - | - | - | - | - | -- | -- | ----- |
| France (Boan)   | – | – | – | – | – | – | – | – | – | –  | –  | 10    |
| Italie (Ghezze) | – | – | – | – | – | – | – | – | – | –  | –  | 4     |

| Équipes           | 1 | 2 | 3 | 4 | 5 | 6 | 7 | 8 | 9 | 10 | 11 | Total |
| ----------------- | - | - | - | - | - | - | - | - | - | -- | -- | ----- |
| Suède (Oscarius)  | – | – | – | – | – | – | – | – | – | –  | –  | 8     |
| Norvège (Strømbo) | – | – | – | – | – | – | – | – | – | –  | –  | 3     |

| Équipes              | 1 | 2 | 3 | 4 | 5 | 6 | 7 | 8 | 9 | 10 | 11 | Total |
| -------------------- | - | - | - | - | - | - | - | - | - | -- | -- | ----- |
| États-Unis (Reeves)  | – | – | – | – | – | – | – | – | – | –  | –  | 10    |
| Écosse (F. Torrance) | – | – | – | – | – | – | – | – | – | –  | –  | 4     |

| Équipes          | 1 | 2 | 3 | 4 | 5 | 6 | 7 | 8 | 9 | 10 | 11 | Total |
| ---------------- | - | - | - | - | - | - | - | - | - | -- | -- | ----- |
| Allemagne (Kanz) | – | – | – | – | – | – | – | – | – | –  | –  | 1     |
| Canada (Mazinke) | – | – | – | – | – | – | – | – | – | –  | –  | 15    |

### Match 3
| Équipes           | 1 | 2 | 3 | 4 | 5 | 6 | 7 | 8 | 9 | 10 | 11 | Total |
| ----------------- | - | - | - | - | - | - | - | - | - | -- | -- | ----- |
| Norvège (Strømbo) | – | – | – | – | – | – | – | – | – | –  | –  | 11    |
| Italie (Ghezze)   | – | – | – | – | – | – | – | – | – | –  | –  | 6     |

| Équipes            | 1 | 2 | 3 | 4 | 5 | 6 | 7 | 8 | 9 | 10 | 11 | Total |
| ------------------ | - | - | - | - | - | - | - | - | - | -- | -- | ----- |
| Suède (Oscarius)   | – | – | – | – | – | – | – | – | – | –  | –  | 16    |
| Danemark (Hunaeus) | – | – | – | – | – | – | – | – | – | –  | –  | 2     |

| Équipes              | 1 | 2 | 3 | 4 | 5 | 6 | 7 | 8 | 9 | 10 | 11 | Total |
| -------------------- | - | - | - | - | - | - | - | - | - | -- | -- | ----- |
| Allemagne (Kanz)     | – | – | – | – | – | – | – | – | – | –  | –  | 3     |
| Écosse (F. Torrance) | – | – | – | – | – | – | – | – | – | –  | –  | 5     |

| Équipes          | 1 | 2 | 3 | 4 | 5 | 6 | 7 | 8 | 9 | 10 | 11 | Total |
| ---------------- | - | - | - | - | - | - | - | - | - | -- | -- | ----- |
| Canada (Mazinke) | – | – | – | – | – | – | – | – | – | –  | –  | 6     |
| France (Boan)    | – | – | – | – | – | – | – | – | – | –  | –  | 5     |

| Équipes             | 1 | 2 | 3 | 4 | 5 | 6 | 7 | 8 | 9 | 10 | 11 | Total |
| ------------------- | - | - | - | - | - | - | - | - | - | -- | -- | ----- |
| États-Unis (Reeves) | – | – | – | – | – | – | – | – | – | –  | –  | 6     |
| Suisse (Oswald)     | – | – | – | – | – | – | – | – | – | –  | –  | 7     |

### Match 4
| Équipes          | 1 | 2 | 3 | 4 | 5 | 6 | 7 | 8 | 9 | 10 | 11 | Total |
| ---------------- | - | - | - | - | - | - | - | - | - | -- | -- | ----- |
| Allemagne (Kanz) | – | – | – | – | – | – | – | – | – | –  | –  | 1     |
| Suisse (Oswald)  | – | – | – | – | – | – | – | – | – | –  | –  | 8     |

| Équipes              | 1 | 2 | 3 | 4 | 5 | 6 | 7 | 8 | 9 | 10 | 11 | Total |
| -------------------- | - | - | - | - | - | - | - | - | - | -- | -- | ----- |
| Italie (Ghezze)      | – | – | – | – | – | – | – | – | – | –  | –  | 6     |
| Écosse (F. Torrance) | – | – | – | – | – | – | – | – | – | –  | –  | 7     |

| Équipes          | 1 | 2 | 3 | 4 | 5 | 6 | 7 | 8 | 9 | 10 | 11 | Total |
| ---------------- | - | - | - | - | - | - | - | - | - | -- | -- | ----- |
| Suède (Oscarius) | – | – | – | – | – | – | – | – | – | –  | –  | 7     |
| Canada (Mazinke) | – | – | – | – | – | – | – | – | – | –  | –  | 8     |

| Équipes            | 1 | 2 | 3 | 4 | 5 | 6 | 7 | 8 | 9 | 10 | 11 | Total |
| ------------------ | - | - | - | - | - | - | - | - | - | -- | -- | ----- |
| France (Boan)      | – | – | – | – | – | – | – | – | – | –  | –  | 16    |
| Danemark (Hunaeus) | – | – | – | – | – | – | – | – | – | –  | –  | 3     |

| Équipes             | 1 | 2 | 3 | 4 | 5 | 6 | 7 | 8 | 9 | 10 | 11 | Total |
| ------------------- | - | - | - | - | - | - | - | - | - | -- | -- | ----- |
| Norvège (Strømbo)   | – | – | – | – | – | – | – | – | – | –  | –  | 3     |
| États-Unis (Reeves) | – | – | – | – | – | – | – | – | – | –  | –  | 10    |

### Match 5
| Équipes          | 1 | 2 | 3 | 4 | 5 | 6 | 7 | 8 | 9 | 10 | 11 | Total |
| ---------------- | - | - | - | - | - | - | - | - | - | -- | -- | ----- |
| Allemagne (Kanz) | – | – | – | – | – | – | – | – | – | –  | –  | 2     |
| France (Boan)    | – | – | – | – | – | – | – | – | – | –  | –  | 10    |

| Équipes          | 1 | 2 | 3 | 4 | 5 | 6 | 7 | 8 | 9 | 10 | 11 | Total |
| ---------------- | - | - | - | - | - | - | - | - | - | -- | -- | ----- |
| Canada (Mazinke) | – | – | – | – | – | – | – | – | – | –  | –  | 12    |
| Italie (Ghezze)  | – | – | – | – | – | – | – | – | – | –  | –  | 2     |

| Équipes              | 1 | 2 | 3 | 4 | 5 | 6 | 7 | 8 | 9 | 10 | 11 | Total |
| -------------------- | - | - | - | - | - | - | - | - | - | -- | -- | ----- |
| Suède (Oscarius)     | – | – | – | – | – | – | – | – | – | –  | –  | 6     |
| Écosse (F. Torrance) | – | – | – | – | – | – | – | – | – | –  | –  | 4     |

| Équipes           | 1 | 2 | 3 | 4 | 5 | 6 | 7 | 8 | 9 | 10 | 11 | Total |
| ----------------- | - | - | - | - | - | - | - | - | - | -- | -- | ----- |
| Norvège (Strømbo) | – | – | – | – | – | – | – | – | – | –  | –  | 4     |
| Suisse (Oswald)   | – | – | – | – | – | – | – | – | – | –  | –  | 5     |

| Équipes             | 1 | 2 | 3 | 4 | 5 | 6 | 7 | 8 | 9 | 10 | 11 | Total |
| ------------------- | - | - | - | - | - | - | - | - | - | -- | -- | ----- |
| États-Unis (Reeves) | – | – | – | – | – | – | – | – | – | –  | –  | 14    |
| Danemark (Hunaeus)  | – | – | – | – | – | – | – | – | – | –  | –  | 2     |

### Match 6
| Équipes            | 1 | 2 | 3 | 4 | 5 | 6 | 7 | 8 | 9 | 10 | 11 | Total |
| ------------------ | - | - | - | - | - | - | - | - | - | -- | -- | ----- |
| Norvège (Strømbo)  | – | – | – | – | – | – | – | – | – | –  | –  | 5     |
| Danemark (Hunaeus) | – | – | – | – | – | – | – | – | – | –  | –  | 8     |

| Équipes          | 1 | 2 | 3 | 4 | 5 | 6 | 7 | 8 | 9 | 10 | 11 | Total |
| ---------------- | - | - | - | - | - | - | - | - | - | -- | -- | ----- |
| Suède (Oscarius) | – | – | – | – | – | – | – | – | – | –  | –  | 6     |
| France (Boan)    | – | – | – | – | – | – | – | – | – | –  | –  | 7     |

| Équipes              | 1 | 2 | 3 | 4 | 5 | 6 | 7 | 8 | 9 | 10 | 11 | Total |
| -------------------- | - | - | - | - | - | - | - | - | - | -- | -- | ----- |
| Suisse (Oswald)      | – | – | – | – | – | – | – | – | – | –  | –  | 3     |
| Écosse (F. Torrance) | – | – | – | – | – | – | – | – | – | –  | –  | 6     |

| Équipes          | 1 | 2 | 3 | 4 | 5 | 6 | 7 | 8 | 9 | 10 | 11 | Total |
| ---------------- | - | - | - | - | - | - | - | - | - | -- | -- | ----- |
| Allemagne (Kanz) | – | – | – | – | – | – | – | – | – | –  | –  | 13    |
| Italie (Ghezze)  | – | – | – | – | – | – | – | – | – | –  | –  | 2     |

| Équipes             | 1 | 2 | 3 | 4 | 5 | 6 | 7 | 8 | 9 | 10 | 11 | Total |
| ------------------- | - | - | - | - | - | - | - | - | - | -- | -- | ----- |
| Canada (Mazinke)    | – | – | – | – | – | – | – | – | – | –  | –  | 13    |
| États-Unis (Reeves) | – | – | – | – | – | – | – | – | – | –  | –  | 1     |

### Match 7
| Équipes              | 1 | 2 | 3 | 4 | 5 | 6 | 7 | 8 | 9 | 10 | 11 | Total |
| -------------------- | - | - | - | - | - | - | - | - | - | -- | -- | ----- |
| France (Boan)        | – | – | – | – | – | – | – | – | – | –  | –  | 4     |
| Écosse (F. Torrance) | – | – | – | – | – | – | – | – | – | –  | –  | 5     |

| Équipes          | 1 | 2 | 3 | 4 | 5 | 6 | 7 | 8 | 9 | 10 | 11 | Total |
| ---------------- | - | - | - | - | - | - | - | - | - | -- | -- | ----- |
| Canada (Mazinke) | – | – | – | – | – | – | – | – | – | –  | –  | 5     |
| Suisse (Oswald)  | – | – | – | – | – | – | – | – | – | –  | –  | 3     |

| Équipes           | 1 | 2 | 3 | 4 | 5 | 6 | 7 | 8 | 9 | 10 | 11 | Total |
| ----------------- | - | - | - | - | - | - | - | - | - | -- | -- | ----- |
| Allemagne (Kanz)  | – | – | – | – | – | – | – | – | – | –  | –  | 4     |
| Norvège (Strømbo) | – | – | – | – | – | – | – | – | – | –  | –  | 6     |

| Équipes            | 1 | 2 | 3 | 4 | 5 | 6 | 7 | 8 | 9 | 10 | 11 | Total |
| ------------------ | - | - | - | - | - | - | - | - | - | -- | -- | ----- |
| Italie (Ghezze)    | – | – | – | – | – | – | – | – | – | –  | –  | 8     |
| Danemark (Hunaeus) | – | – | – | – | – | – | – | – | – | –  | –  | 6     |

| Équipes             | 1 | 2 | 3 | 4 | 5 | 6 | 7 | 8 | 9 | 10 | 11 | Total |
| ------------------- | - | - | - | - | - | - | - | - | - | -- | -- | ----- |
| Suède (Oscarius)    | – | – | – | – | – | – | – | – | – | –  | –  | 7     |
| États-Unis (Reeves) | – | – | – | – | – | – | – | – | – | –  | –  | 3     |

### Match 8
| Équipes             | 1 | 2 | 3 | 4 | 5 | 6 | 7 | 8 | 9 | 10 | 11 | Total |
| ------------------- | - | - | - | - | - | - | - | - | - | -- | -- | ----- |
| États-Unis (Reeves) | – | – | – | – | – | – | – | – | – | –  | –  | 11    |
| Italie (Ghezze)     | – | – | – | – | – | – | – | – | – | –  | –  | 4     |

| Équipes           | 1 | 2 | 3 | 4 | 5 | 6 | 7 | 8 | 9 | 10 | 11 | Total |
| ----------------- | - | - | - | - | - | - | - | - | - | -- | -- | ----- |
| Norvège (Strømbo) | – | – | – | – | – | – | – | – | – | –  | –  | 6     |
| France (Boan)     | – | – | – | – | – | – | – | – | – | –  | –  | 9     |

| Équipes              | 1 | 2 | 3 | 4 | 5 | 6 | 7 | 8 | 9 | 10 | 11 | Total |
| -------------------- | - | - | - | - | - | - | - | - | - | -- | -- | ----- |
| Canada (Mazinke)     | – | – | – | – | – | – | – | – | – | –  | –  | 9     |
| Écosse (F. Torrance) | – | – | – | – | – | – | – | – | – | –  | –  | 3     |

| Équipes            | 1 | 2 | 3 | 4 | 5 | 6 | 7 | 8 | 9 | 10 | 11 | Total |
| ------------------ | - | - | - | - | - | - | - | - | - | -- | -- | ----- |
| Allemagne (Kanz)   | – | – | – | – | – | – | – | – | – | –  | –  | 10    |
| Danemark (Hunaeus) | – | – | – | – | – | – | – | – | – | –  | –  | 9     |

| Équipes          | 1 | 2 | 3 | 4 | 5 | 6 | 7 | 8 | 9 | 10 | 11 | Total |
| ---------------- | - | - | - | - | - | - | - | - | - | -- | -- | ----- |
| Suède (Oscarius) | – | – | – | – | – | – | – | – | – | –  | –  | 8     |
| Suisse (Oswald)  | – | – | – | – | – | – | – | – | – | –  | –  | 5     |

### Match 9
| Équipes              | 1 | 2 | 3 | 4 | 5 | 6 | 7 | 8 | 9 | 10 | 11 | Total |
| -------------------- | - | - | - | - | - | - | - | - | - | -- | -- | ----- |
| Norvège (Strømbo)    | – | – | – | – | – | – | – | – | – | –  | –  | 4     |
| Écosse (F. Torrance) | – | – | – | – | – | – | – | – | – | –  | –  | 8     |

| Équipes             | 1 | 2 | 3 | 4 | 5 | 6 | 7 | 8 | 9 | 10 | 11 | Total |
| ------------------- | - | - | - | - | - | - | - | - | - | -- | -- | ----- |
| Allemagne (Kanz)    | – | – | – | – | – | – | – | – | – | –  | –  | 3     |
| États-Unis (Reeves) | – | – | – | – | – | – | – | – | – | –  | –  | 8     |

| Équipes         | 1 | 2 | 3 | 4 | 5 | 6 | 7 | 8 | 9 | 10 | 11 | Total |
| --------------- | - | - | - | - | - | - | - | - | - | -- | -- | ----- |
| France (Boan)   | – | – | – | – | – | – | – | – | – | –  | –  | 8     |
| Suisse (Oswald) | – | – | – | – | – | – | – | – | – | –  | –  | 5     |

| Équipes          | 1 | 2 | 3 | 4 | 5 | 6 | 7 | 8 | 9 | 10 | 11 | Total |
| ---------------- | - | - | - | - | - | - | - | - | - | -- | -- | ----- |
| Suède (Oscarius) | – | – | – | – | – | – | – | – | – | –  | –  | 6     |
| Italie (Ghezze)  | – | – | – | – | – | – | – | – | – | –  | –  | 3     |

| Équipes            | 1 | 2 | 3 | 4 | 5 | 6 | 7 | 8 | 9 | 10 | 11 | Total |
| ------------------ | - | - | - | - | - | - | - | - | - | -- | -- | ----- |
| Canada (Mazinke)   | – | – | – | – | – | – | – | – | – | –  | –  | 11    |
| Danemark (Hunaeus) | – | – | – | – | – | – | – | – | – | –  | –  | 1     |

### Playoffs
|  | Demi-finales | Demi-finales |       |   | Finale | Finale |
|  | Demi-finales | Demi-finales |       |   | Finale | Finale |
|  |              |              |       |   |        |        |
|  |              |              |       |   |        |        |
|  |              |              |       |   |        |        |
|  | Suède        | 6            |       |   |        |        |
|  | Suède        | 6            |       |   |        |        |
|  | France       | 5            |       |   |        |        |
|  | France       | 5            | Suède | 6 |        |        |
|  |              |              | Suède | 6 |        |        |
|  |              | Canada       | 5     |   |        |        |
|  | Canada       | Canada       | 5     | 6 |        |        |
|  | Canada       |              |       | 6 |        |        |
|  | Écosse       | 5            |       |   |        |        |
|  | Écosse       | 5            |       |   |        |        |

#### Demi-finales
| Équipes          | 1 | 2 | 3 | 4 | 5 | 6 | 7 | 8 | 9 | 10 | Total |
| ---------------- | - | - | - | - | - | - | - | - | - | -- | ----- |
| Suède (Oscarius) | – | – | – | – | – | – | – | – | – | –  | 6     |
| France (Boan)    | – | – | – | – | – | – | – | – | – | –  | 5     |

| Équipes              | 1 | 2 | 3 | 4 | 5 | 6 | 7 | 8 | 9 | 10 | Total |
| -------------------- | - | - | - | - | - | - | - | - | - | -- | ----- |
| Canada (Mazinke)     | – | – | – | – | – | – | – | – | – | –  | 6     |
| Écosse (F. Torrance) | – | – | – | – | – | – | – | – | – | –  | 5     |

#### Finale
| Équipes          | 1 | 2 | 3 | 4 | 5 | 6 | 7 | 8 | 9 | 10 | Total |
| ---------------- | - | - | - | - | - | - | - | - | - | -- | ----- |
| Suède (Oscarius) | – | – | – | – | – | – | – | – | – | –  | 6     |
| Canada (Mazinke) | – | – | – | – | – | – | – | – | – | –  | 5     |

| Champion du monde de curling 1973 |
| --------------------------------- |
| Suède 1er titre                   |